# Johann Hinrich Klapmeyer (Orgelbauer, 1724)
Johann Hinrich Klapmeyer (* 1724 in Otterndorf; † 6. März 1792) war ein deutscher Orgelbauer.

## Leben
Johann Hinrich Klapmeyer war Sohn von Michael David Klapmeyer, der Organist in Otterndorf war. Nach dem Tod des Orgelbauers Eilert Köhler erhielt Klapmeyer 1751 als Geselle das Orgelbauprivileg in Oldenburg vom dänischen König. Er heiratete die Witwe Köhlers und wohnte in Oldenburg. 1760 ist Hinrich Just Müller als Geselle bei Klapmeyer nachgewiesen.
Er wird manchmal mit dem gleichnamigen Orgelbauer Johann Hinrich Klapmeyer (1690–1757) (Glückstadt) verwechselt, mit dem er wahrscheinlich verwandt ist.

## Werk
Von Klapmeyer sind acht Orgelneubauten und zahlreiche Umbauten und Reparaturen nachgewiesen. Seine Wirksamkeit konzentriert sich auf die Orgellandschaft Oldenburg.

## Werkliste (Auswahl)
In der fünften Spalte der Tabelle bezeichnet die römische Zahl die Anzahl der Manuale, ein großes „P“ ein selbstständiges Pedal, ein kleines „p“ ein nur angehängtes Pedal und die arabische Zahl in der sechsten Spalte die Anzahl der klingenden Register. Eine Kursivierung zeigt an, dass die Orgel nicht erhalten ist.
| Jahr                | Ort                     | Kirche                                  | Bild | Manuale | Register | Anmerkungen |
| ------------------- | ----------------------- | --------------------------------------- | ---- | ------- | -------- | --- |
| 1752–1753           | Burhave                 | St. Petri                               |      | II/P    | 20       | Erweiterung der Orgel (1638–1639) um ein selbstständiges Pedal und Überholung                                                                                  |
| 1753                | Apen                    | St. Nikolai                             |      | II/p    | 13       | Neubau; 1888 ersetzt |
| 1752–1754           | Oldenbrok               | Christuskirche                          |      | II/P    | 20       | Neubau; zum großen Teil erhalten; die Vorgängerorgel von Arp Schnitger (1697) wurde verkauft und von Klapmeyer 1763 in Nordenham-Atens aufgebaut               |
| 1754                | Seefeld (Stadland)      | Ev.-luth. Kirche                        |      | II/p    | 13       | Neubau vermutlich durch Klapmeyer; nicht erhalten |
| 1756–1758           | Rodenkirchen (Stadland) | St.-Matthäus-Kirche                     |      | II/P    | 21       | Neubau; Prospekt und 5 Register erhalten; Rest des Pfeifenwerks 1988 von Alfred Führer rekonstruiert                                                           |
| 1758–1759           | Stuhr                   | St. Pankratius                          |      | II/p    | 15       | Neubau; nicht erhalten |
| 1759                | Edewecht                | St. Nikolai                             |      | II/P    | 16       | Erweiterung der Orgel von Christian Vater (1719) um ein selbstständiges Pedal; nicht erhalten                                                                  |
| 1760                | Ganderkesee             | St. Cyprian und Cornelius (Ganderkesee) |      | II/P    | 22       | Erweiterung der Orgel von Schnitger (1699) um ein selbstständiges Pedal, in dem 2–3 Register erhalten sind → Orgel von St. Cyprian und Cornelius (Ganderkesee) |
| 1759–1761/1770/1785 | Oldenburg               | Lambertikirche                          |      | III/P   | 37       | Reparaturen der Orgel von Hermann Kröger (1642); 1791 stürzte das Gewölbe ein und wurde die Orgel von Klapmeyer abgetragen.                                    |
| 1756–1766           | Kirchhammelwarden       | Friedrichskirche                        |      | II/P    | 24       | Prospekt und 11 Register erhalten |
| 1769                | Schweiburg              | Ev.-luth. Kirche                        |      | II/p    | 12       | Neubau; 1875 ersetzt |
| 1773                | Warfleth                | St. Marien                              |      | II/p    | 12       | Neubau; nicht erhalten |
| 1786–1789           | Delmenhorst             | Stadtkirche                             |      | II/P    | 23       | Umbau der Orgel von Christian Bockelmann (1618) und Arp Schnitger (1711) mit neuem Prospekt; nicht erhalten                                                    |
| 1792                | Hatshausen              | Maria-Magdalena-Kirche                  |      | II/p    | 12       | Neubau nach Klapmeyers Tod durch Johann Gottfried Rohlfs (1793) vollendet; nicht erhalten                                                                      |